# Liparis hawaiensis
Liparis hawaiensis är en orkidéart som beskrevs av Horace Mann. Liparis hawaiensis ingår i släktet gulyxnen, och familjen orkidéer.
Artens utbredningsområde är Hawaii. Inga underarter finns listade i Catalogue of Life.

## Bildgalleri

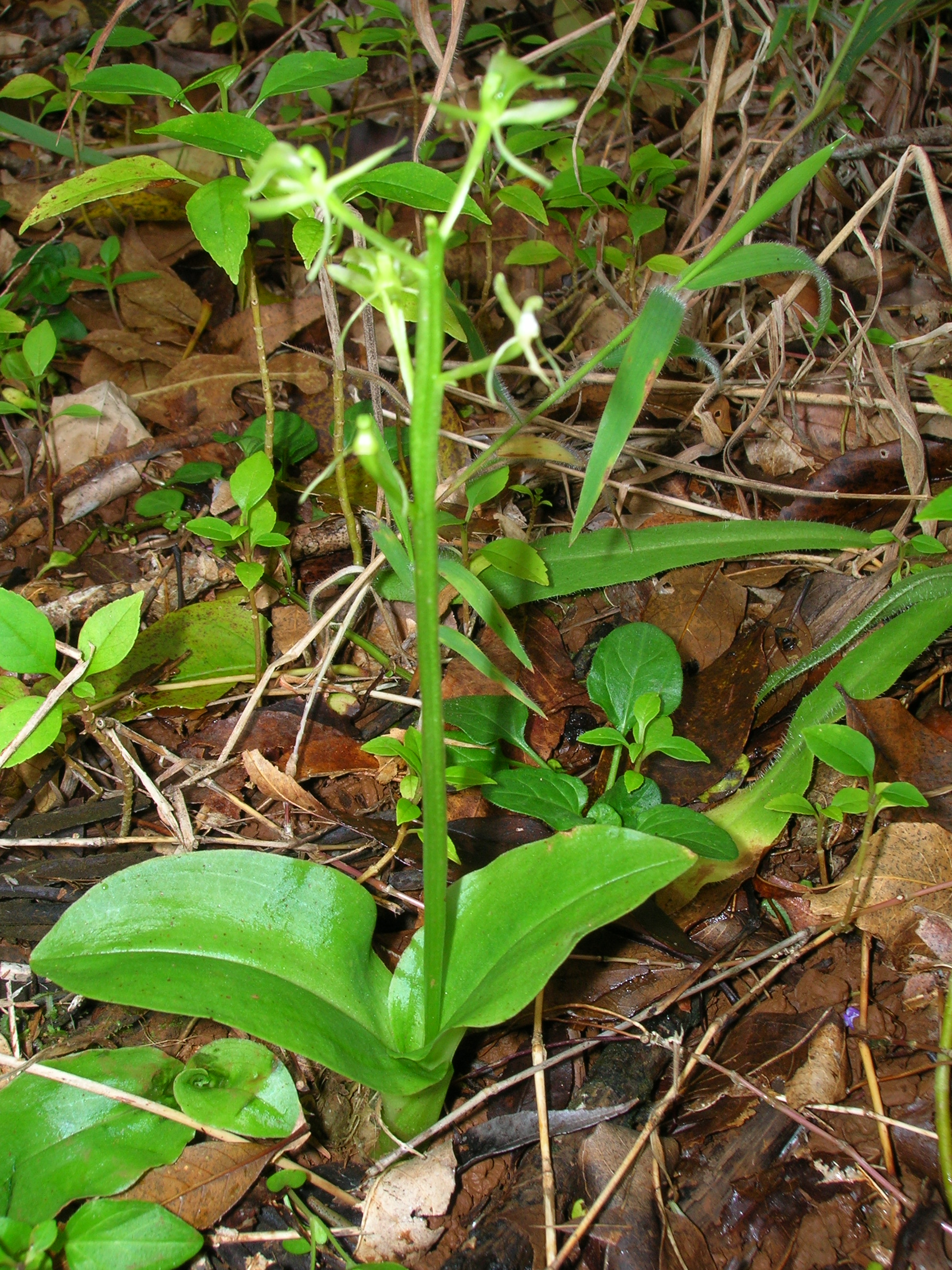
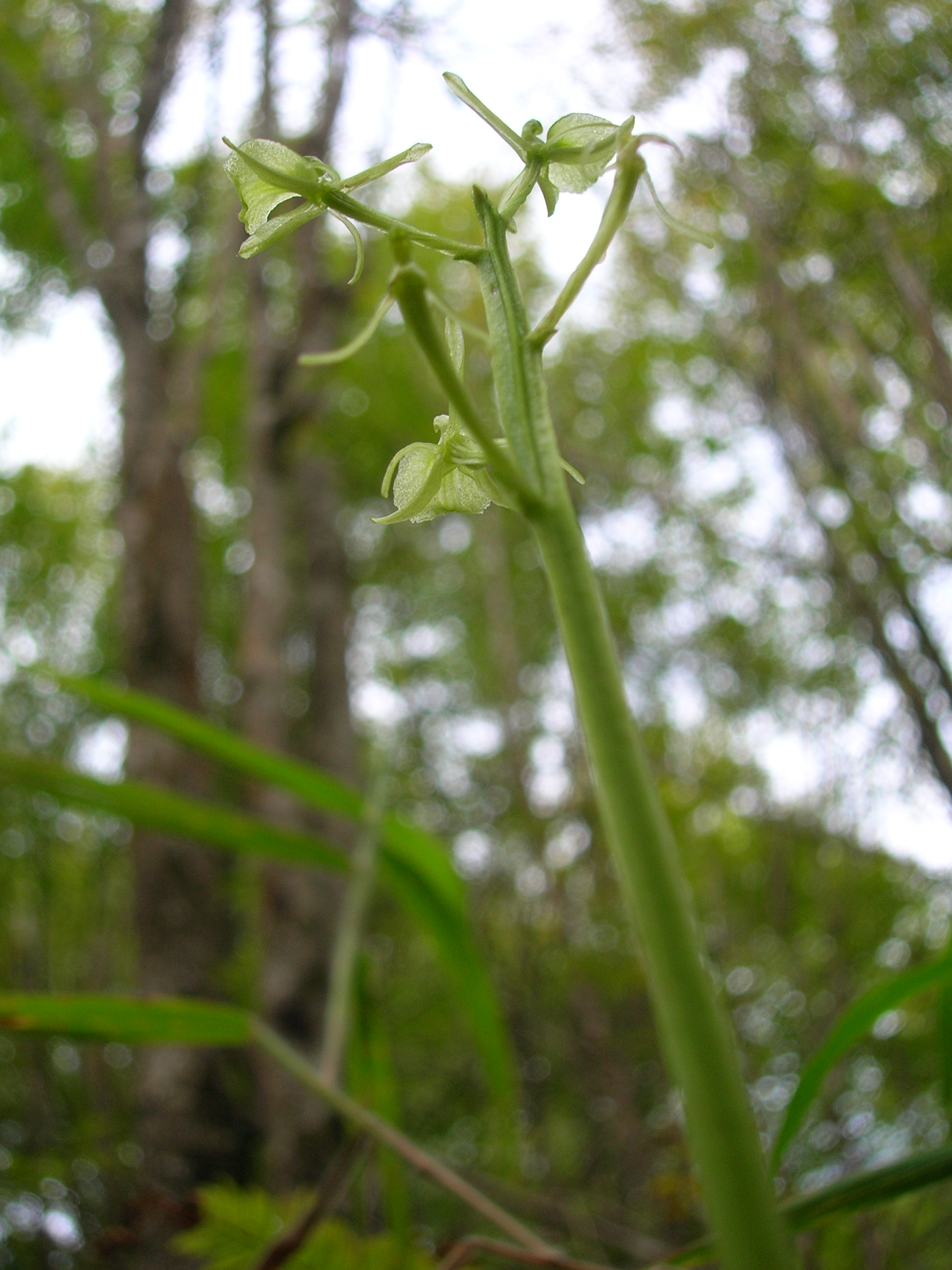
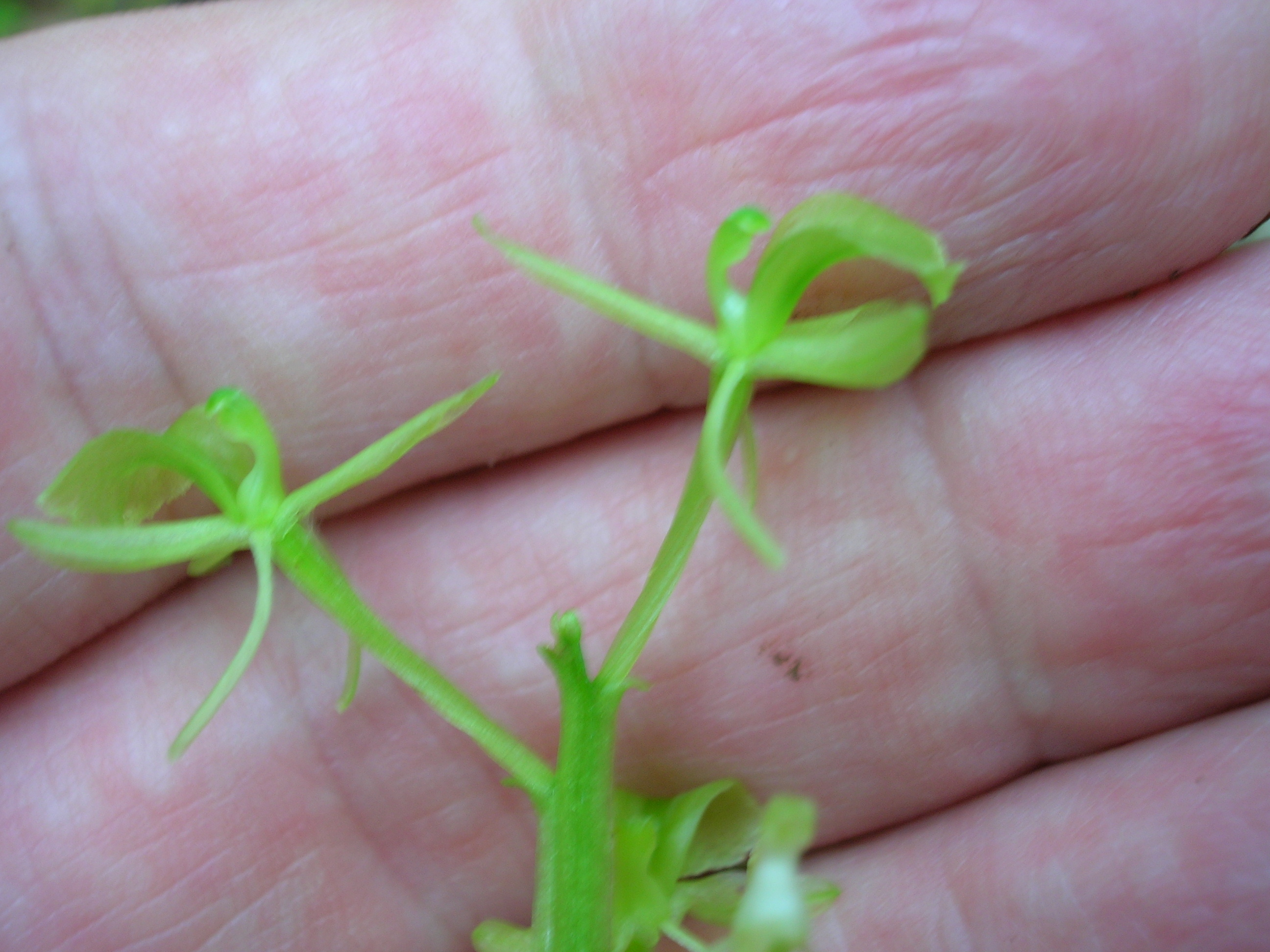
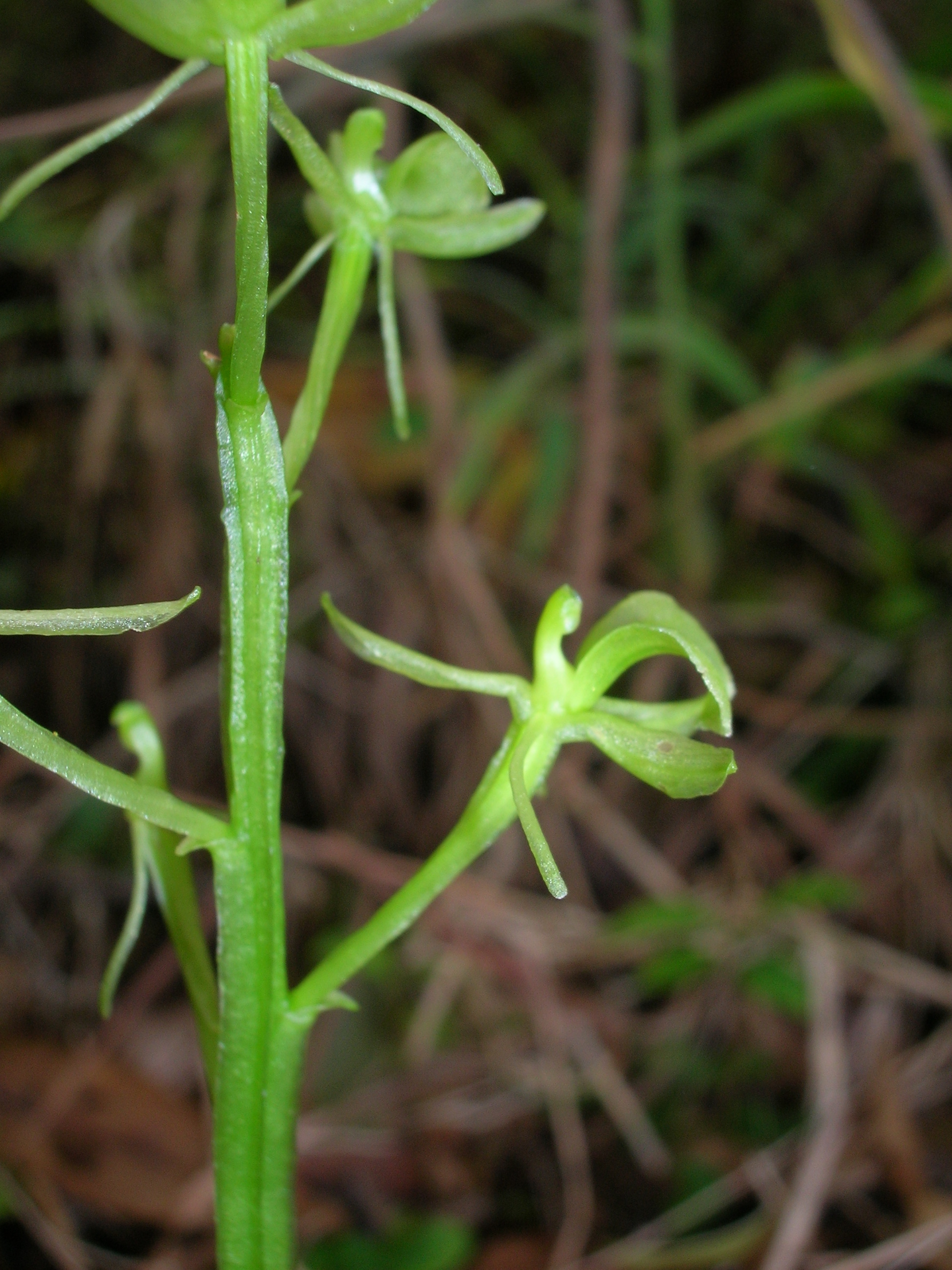
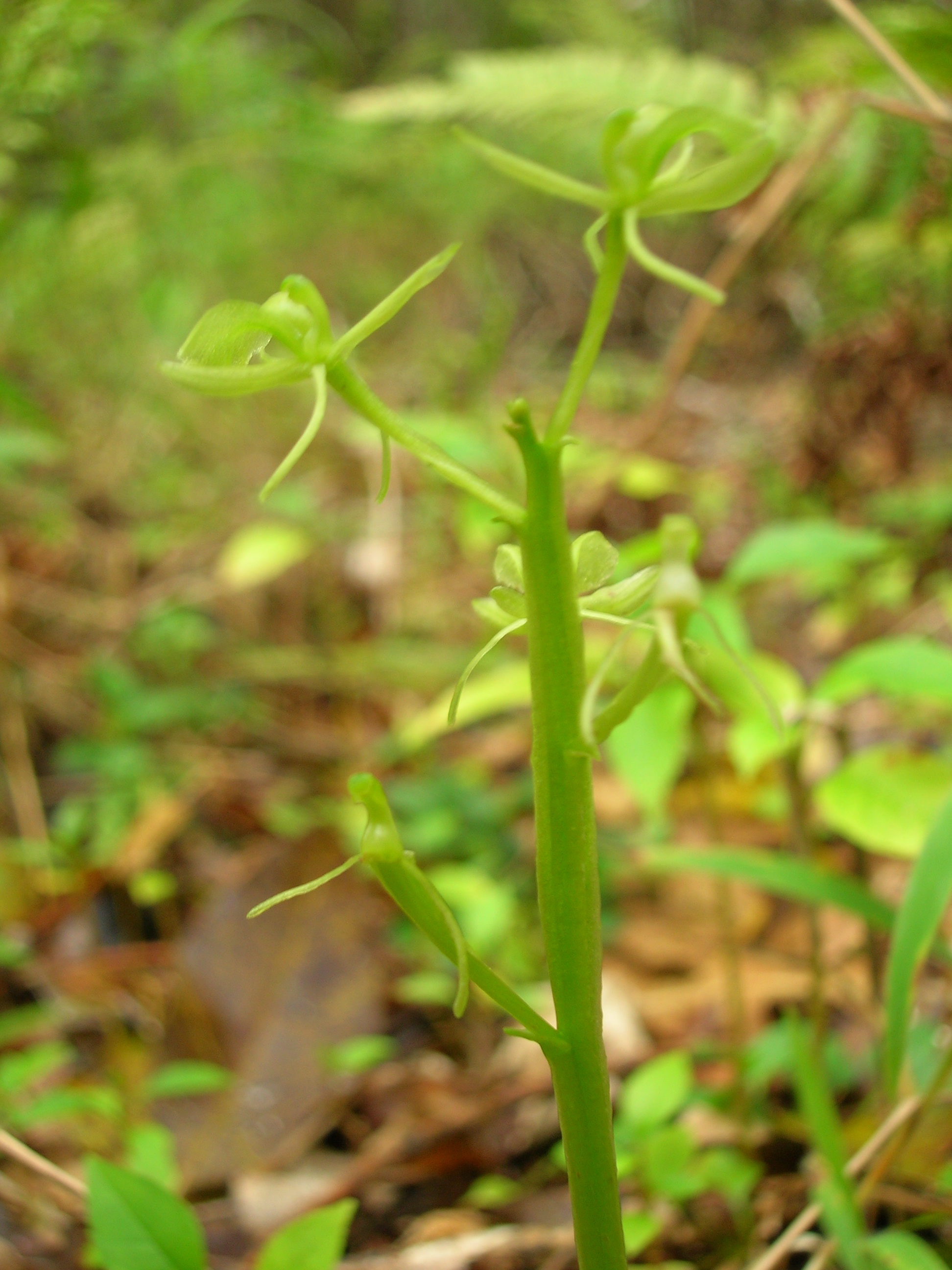